# Intencja
Intencja (łac. intentio – rozciągnięcie, natężenie, napięcie, usiłowanie, uwaga) – świadomy proces umysłowy polegający na aktywnym stosunku umysłu wobec jakiegoś problemu (sytuacji), w wyniku czego pragnienia przekształcają się w potencjalny plan działania. Świadome zamierzenie, zamiar, zamysł, cel, motyw działania; myśl przewodnia, chęć, pragnienie.